# Лядец
Лядец (бел. Лядзе́ц) также (бел. Лядэ́ц) — агрогородок в Столинском районе Брестской области Беларуси. Административный центр Лядецкого сельсовета.

## География
Деревня находится на реке Вятлица, в 33 километрах на северо-восток от Столина, в 278 километрах от Бреста, в 40 километрах от железнодорожной станции Видибор на линии Лунинец-Сарны. Связана автодорогой со Столином.

## Транспорт
Через деревню проходит местная дорога H608.

## История
На начало XIX века деревня, собственность князей Радзивилов, входила в состав их имения Давид-Городок. В 1816 году — 40 дворов. На 1870 год — Лядцы, деревня в Хорской волости Мозырского уезда Минской губернии. В 1886 году упоминается как село Лядизь Хорской волости Мозырского уезда Минской губернии, действовали православная церковь и земское народное училище (34 ученика на 1886 год). В 1897 году село, имелись: церковь, народное училище, зернохранилище, магазин, кузнец, швец.
В 1918—1939 в составе Польши. Деревня Лядцы в Хорской сельской гмине Лунинецкого повета Полесского воеводства. В деревне работали лесозавод, паровая мельница, ветеринарный пункт, неполная средняя школа, магазин.
С 1939 года в БССР. С 12.10.1940 центр Лядецкого сельсовета. На 1980 год имелись лесничество, 2 магазина, Дом культуры, библиотека, медицинская амбулатория, аптека, отделение связи, средняя школа. На 2002 год центр колхоза «Лядзецкi».
Название деревни происходит от славянского термина ляда — участок земли под пашню или сенокос, на котором высекли или выжгли лес или кустарник.
В 2011 году деревня Лядец преобразована в агрогородок.

## Население[5]
- В 1886 году — 36 дворов, 406 жителей
- В 1897 году — 95 дворов, 730 жителей
- В 1897 году — 95 дворов, 360 мужчин, 386 женщин, всего 746 жителей, 693 православных[9]
- В 1909 году — 129 дворов, 976 жителей
- В 1921 году — 171 двор, 1063 жителя
- В 1972 году — 395 домохозяйств, 1474 жителя
- В 1980 году — 1203 жителя
- На 1.1.2002 — 399 домохозяйств, 864 жителя
- В 2005 году — 369 домохозяйства, 862 жителя[5]
- В 2009 году — 852 жителя

## Культура

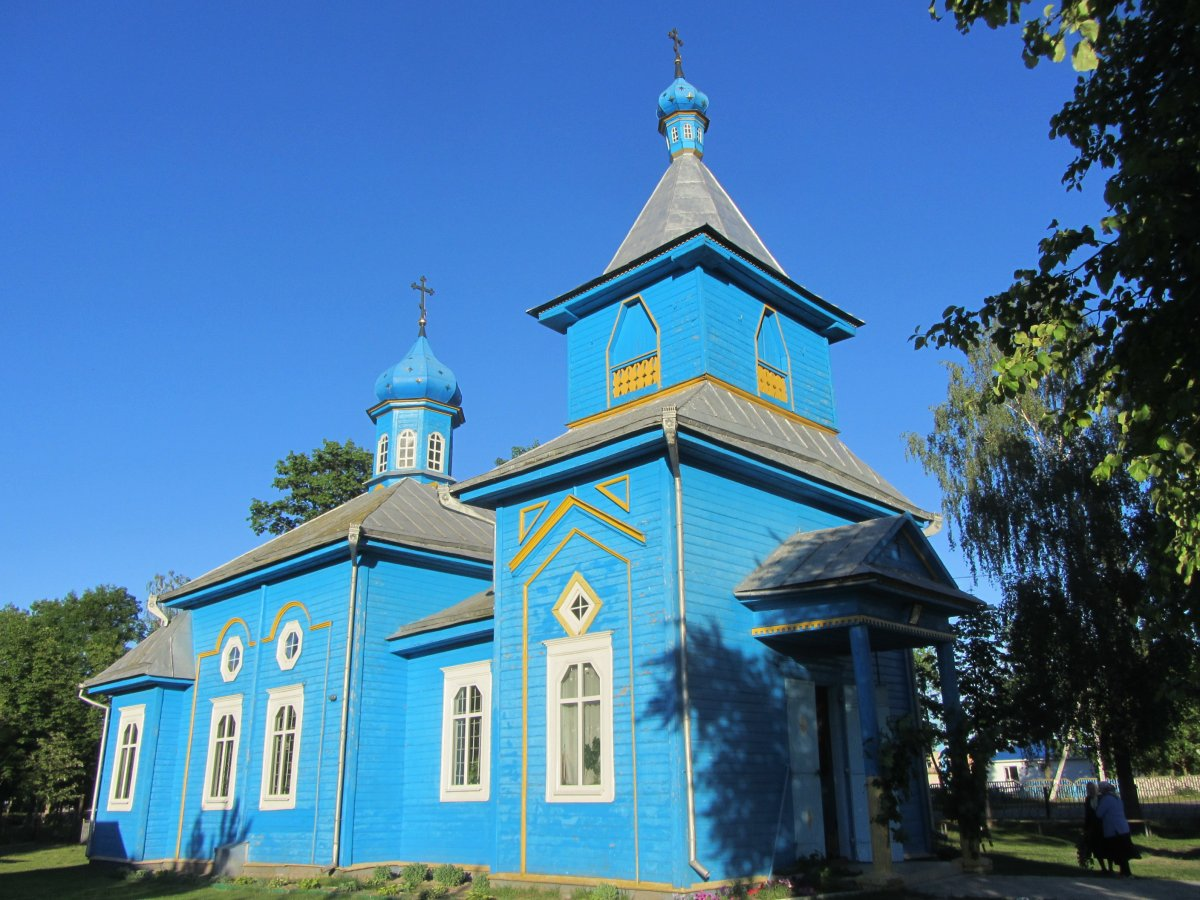
Церковь Святого Георгия Победоносца

- Церковь Святого Георгия ПобедоносцаДом культуры

## Достопримечательности
- Церковь Святого Георгия Победоносца (1869)
- Часовня[10]
- Памятник землякам погибшим в Великую Отечественную войну[5]